# Raúl Salinas Lozano
Raúl Salinas Lozano (Monterrey, 1 mei 1917 - Mexico-Stad, 23 februari 2004) was een Mexicaans politicus en econoom.
Salinas was afkomstig uit de staat Nuevo León. Hij sloot zich in 1940 aan bij de Institutioneel Revolutionaire Partij (PRI). Hij was van 1948 tot 1954 directeur van het instituut voor economische studie aan het ministerie van haciënda (financiën) en was onder president Adolfo López Mateos (1958-1964) minister van industrie en handel en werd vervolgens afgevaardigde namens Mexico bij het Internationaal Monetair Fonds (IMF) en directeur van het Mexicaanse Instituut voor Buitenlandse Handel. Van 1982 tot 1988 zat hij in de Kamer van Senatoren.
Salinas was gehuwd met Margarita de Gortari, en kreeg vijf kinderen Adriana Margarita, Sergio, Enrique, Raúl en ten slotte Carlos, die van 1988 tot 1994 president van Mexico was.